# Stefan Górnisiewicz
Stefan Wiktor Górnisiewicz, ps. „Góra”, „Sulica” (ur. 1 czerwca 1897 w Czernichowie, zm. 24 listopada 1954 w Warszawie) – podpułkownik dyplomowany piechoty Wojska Polskiego, kawaler Orderu Virtuti Militari.

## Życiorys
W latach 1907–1914 uczył się w c. i k. Gimnazjum Wyższym w Wadowicach. Od sierpnia 1914 do sierpnia 1917 służył w 3 pułku piechoty Legionów Polskich, od listopada 1917 do lutego 1918 w batalionie zapasowym II Brygady Legionów, od lutego do maja 1918 internowany, od czerwca do października 1918 służył w c. i k. 100 pułku piechoty na froncie włoskim.
W listopadzie 1918 wstąpił do Wojska Polskiego, uczestniczył w walkach na Śląsku Cieszyńskim w pierwszej połowie 1919. W 1921 był piłkarzem krakowskiej Wisły, ps. Bogdan. 
Z dniem 1 listopada 1924 został przydzielony do Wyższej Szkoły Wojennej w Warszawie, w charakterze słuchacza Kursu Normalnego. Z dniem 11 października 1926, po ukończeniu kursu i otrzymaniu dyplomu naukowego oficera sztabu generalnego, został przydzielony do dowództwa 13 Kresowej Dywizji Piechoty w Równem, pozostając oficerem nadetatowym 32 pułku piechoty w Modlinie. Następnie pełnił służbę w Dowództwie Okręgu Korpusu Nr II w Lublinie. 18 lutego 1928 awansował na majora ze starszeństwem z dniem 1 stycznia 1928 i 59. lokatą w korpusie oficerów piechoty. W tym samym roku został przesunięty w DOK II na stanowisko pełniącego obowiązki szefa Oddziału Ogólnego Sztabu. 26 marca 1931 został przeniesiony do dowództwa 26 Dywizji Piechoty w Skierniewicach na stanowisko szefa sztabu. 23 marca 1932 został przeniesiony do 10 pułku piechoty w Łowiczu na stanowisko dowódcy III batalionu, detaszowanego w Skierniewicach. W czerwcu 1933 został przeniesiony do 13 pułku piechoty w Pułtusku na stanowisko dowódcy batalionu. W latach 1936–1939 był szefem Samodzielnego Referatu Ogólnego w Dowództwie Okręgu Korpusu Nr VII w Poznaniu. Na podpułkownika został awansowany ze starszeństwem z dniem 19 marca 1937 i 23. lokatą w korpusie oficerów piechoty.
W czasie kampanii wrześniowej walczył w składzie Grupy „Kowel” jako dowódca pododcinka północnego, a następnie dowódca batalionu piechoty i podgrupy piechoty do 2 października 1939. Uniknął niewoli i włączył się w działalność podziemną w Łodzi. Był członkiem Służby Zwycięstwu Polski. Zagrożony aresztowaniem wyjechał na Lubelszczyznę i został tam członkiem Batalionów Chłopskich. Tam był, wedle różnych źródeł, I lub II zastępcą Komendanta Głównego Okręgu i odpowiednio szefem sztabu lub szefem wyszkolenia. W marcu 1944 wszedł w skład Komendy Okręgu Lublin Armii Krajowej jako zastępca komendanta. Odpowiadał tam za scalone z AK oddziały BCh. W czerwcu 1944 powrócił do Warszawy i jako przedstawiciel BCh wszedł do Komendy Głównej Armii Krajowej. Według niektórych źródeł pełnił w niej funkcję szefa Oddziału IV Kwatermistrzowskiego. Po upadku powstania warszawskiego dostał się do niewoli niemieckiej i przebywał w Oflagu II C Woldenberg. Po zakończeniu II wojny światowej powrócił do Polski, jednak został zatrzymany i osadzony w Obozie NKWD w Rembertowie, a 21 lutego 1945 wywieziony do ZSRR. Powrócił do Polski 9 grudnia 1947. Następnie pracował w spółdzielczości, w Lublinie, Krakowie i Warszawie. W tym ostatnim mieście był zatrudniony w Związku Hodowców Nasion i Spółdzielni Pracy „Introligator”. 
Zmarł 24 listopada 1954 w Warszawie. Został pochowany 29 listopada 1954 na cmentarzu w Milanówku.

## Ordery i odznaczenia
- Krzyż Srebrny Orderu Wojskowego Virtuti Militari – 17 maja 1922[13][14]
- Krzyż Niepodległości – 12 maja 1931 „za pracę w dziele odzyskania Niepodległości”[15]
- Krzyż Kawalerski Orderu Odrodzenia Polski[10]
- Krzyż Walecznych czterokrotnie – 1922
- Złoty Krzyż Zasługi – 10 listopada 1928[16][10]
- Srebrny Medal Waleczności II kl. (Austro-Węgry, 1917)[17]